# Podocarpus salicifolius
Podocarpus salicifolius là một loài thực vật hạt trần trong họ Thông tre. Loài này được Klotzsch & H.Karst. ex Endl. miêu tả khoa học đầu tiên năm 1847.